# Elizabeth Armstrong
Elizabeth „Betsey“ Armstrong (* 31. Januar 1983 in Ann Arbor) ist eine US-amerikanische Wasserballspielerin. Sie spielt für den New York Athletic Club und bekleidet die Position der Torhüterin.

## Sportlicher Werdegang
Armstrong gab im Jahr 2006 ihr Debüt für die Wasserballnationalmannschaft. Mit der Nationalmannschaft gewann sie diverse Auszeichnungen, insbesondere die Goldmedaille der Wasserball-Weltliga in den Jahren 2006 und 2007, die Goldmedaille bei den Panamerikanischen Spielen 2007 und 2011, ebenfalls Goldmedaillen bei den Schwimmweltmeisterschaften 2007 in Melbourne und 2009 in Rom sowie bei den Olympischen Sommerspielen 2012 in London. Darüber hinaus gewann sie bei den Olympischen Sommerspielen 2008 in Peking die Silbermedaille, nachdem das US-amerikanische dem niederländischen Nationalteam im Finale mit 8:9 unterlag.
Im Jahr 2011 nahm sie mit der Nationalmannschaft an den Wasserball-Weltmeisterschaften teil und belegte den 6. Platz.

## Privatleben
Armstrong besuchte zunächst die Huron High School in Ann Arbor, wo sie 2001 ihren Abschluss erhielt, und besuchte anschließend die University of Michigan, wo sie Englisch studierte und graduierte. Durch ihre ältere Schwester kam sie zum Wasserballsport und war Mitglied der Wasserballmannschaften ihrer High School und später der Universität. Heute lebt sie in Long Beach.